# Diplo
Thomas Wesley Pentz (sinh ngày 10 tháng 11 năm 1978) hay còn được biết đến với nghệ danh Diplo, là một nam DJ, nhà sản xuất thu âm người Mỹ. 

## Thời thơ ấu
Diplo sinh ngày 10 tháng 11 năm 1978, tại Tupelo, Mississippi, con trai của Barbara Jean (nhũ danh Cox) và Thomas Pentz. Anh là người gốc Đức và Anh. Ảnh hưởng từ gia đình đóng một vai trò quan trọng trong việc giúp định hình phong cách sản xuất của anh. Anh dành phần lớn tuổi trẻ của mình ở Miami, nơi anh có sở thích về âm nhạc Miami đặc trưng. Anh bắt đầu theo học Đại học Trung tâm Florida vào năm 1997. Trong thời gian ở UCF, anh trở thành DJ tại đài phát thanh địa phương WPRK, đài phát thanh tại Đại học Rollins. Anh chuyển đến Philadelphia để tiếp tục học tại Đại học Temple, nơi đầu tiên anh thu hút được sự chú ý với tư cách là một DJ. Sau khi thường xuyên gặp gỡ DJ Low Budget, cả hai bắt đầu tổ chức các bữa tiệc dưới biệt danh Hooked on Hollertronix vào năm 2003 như một cách để duy trì quyền kiểm soát những gì họ có thể làm trong các hợp đồng DJ ở Philadelphia. Thành công của các bên cho phép hai người phát hành bản mixtape, cả solo và cùng nhau, nhận được sự hoan nghênh trên khắp đất nước. Một bản mixtape như vậy, Never Scared, được đặt tên là một trong mười album hàng đầu năm 2003 của New York Times, và tên Hollertronix trở thành đồng nghĩa với các bữa tiệc có các vị khách như Maluca Mala, Bun B, Climb Rock, MIA, trong số những người khác. Âm nhạc của Hollertronix đã được mô tả là "các thể loại khác nhau được đập tan để tạo ra tác động thu hút sự chú ý tối đa" một thẩm mỹ lấy từ thẩm mỹ "hữu cơ, gắn kết, toàn bộ" của các hành vi như Bun B, Lil Jon, Drama, MIA, Bjork, Busta Rhymes, và những người khác.
Diplo đã làm nổi bật tính thẩm mỹ của câu lạc bộ trong âm nhạc Hollertronix của anh ấy để có âm thanh phản chiếu hơn trong lần ra mắt solo của anh ấy, Florida, được phát hành trên bản in Ninja Tune, Big Dada Records. Album Florida đã được bấm hai lần, lần đầu tiên với CD và lần thứ hai với CD và DVD. DVD được tạo bởi System D-128, một nghệ sĩ khác đã cộng tác với Diplo trong một số dự án âm thanh và video. Trước khi đệm DVD của Florida, một DVD khác đã xuất hiện có tên Diplo: "Banned in Libya", được phát hành bởi Money Studies, nhãn hiệu đầu tiên phát hành một dự án solo của Diplo dưới tên DJ gốc là Focus Focus. Đó là một bản ghi 45 vòng / phút được gọi là "Thingamajawn", trong đó cũng có một video âm nhạc mà System D-128 đạo diễn. Tương tự như DVD Florida, "Banned in Libya" là một bản phối âm thanh và video thử nghiệm của một số bản nhạc gốc của Diplo được pha trộn với một số nguồn không xác định khác. Sự yêu thích đặc biệt của anh đối với một thể loại âm nhạc được gọi là baile funk, hay favela funk, sẽ tạo ra một loạt các bản phối (Favela on Blast, Favela Strikes Back), phục vụ để mang âm nhạc khiêu vũ Brazil của ghettos đến Hoa Kỳ.
Không lâu sau đó, các nhóm Hooked on Hollertronix của anh sẽ mang đến cho anh thành công cần thiết để chuyển sang bước hợp lý tiếp theo và xây dựng "Mausoleum" gồm một phòng thu nơi âm nhạc trở thành trọng tâm toàn thời gian của anh. Với mục tiêu này, Diplo đã xây dựng một phòng thu video, phòng thu âm, phòng thu âm, phòng trưng bày và không gian sự kiện ở Philadelphia. Kể từ khi thành lập, Mausoleum đã trở thành ngôi nhà thu âm của các nghệ sĩ như Christina Aguilera, Shakira, MIA, Santigold, Climb Rock, Plastic Little, Blaqstarr, Paper Route Gangstaz và tổ chức các buổi hòa nhạc của Glass Candy, Skream, Boys Noize, Nicos Gun, và hơn thế nữa.

## Đời tư
Anh có hai con trai, Lockett và Lazer, cùng với Kathryn Lockhart.
Diplo là một người hâm mộ bóng đá, cricket và người ủng hộ đội tuyển quốc gia nam Hoa Kỳ. Anh cũng hâm mộ Arsenal F.C. Và đã tham dự hai trận đấu của Tigres UANL. Anh đã tạo ra một bản Mix cho World Cup 2014 và sản xuất bài hát chính thức World Cup 2018 "Live It Up". Diplo đã mua một cổ phần thiểu số của Phoenix Rising FC của USL Championship vào ngày 27 tháng 1 năm 2016. Anh nói: "Tôi đã thực sự may mắn khi đi du lịch khắp thế giới và trải nghiệm các nền văn hóa khác nhau thông qua âm nhạc. Dù tôi ở đâu, Jamaica, Tây Ban Nha, Anh, Trung Quốc, v.v., bóng đá là một hằng số xã hội. Tôi thấy bóng đá giống như vậy. Tôi thấy âm nhạc, như một mô liên kết liên kết các nền văn hóa của thế giới. "
Diplo cũng là một người hâm mộ tích cực của Philadelphia 76ers, thể hiện sự hỗ trợ thông qua Snapchat và Instagram mỗi khi anh tham gia các trận đấu của họ. Anh đã biểu diễn với Skrillex và Kai tại Staples Center trong thời gian nghỉ giữa trận tại Los Angeles Clippers năm 2015.
Vào ngày 24 tháng 2 năm 2016, Diplo tán thành Bernie Sanders là ứng cử viên tổng thống của đảng Dân chủ. Quảng cáo "Đó là một cuộc cách mạng" của Sanders được ghi âm bởi ca khúc "Revolution" năm 2013 của Diplo. Vào ngày 9 tháng 6 năm 2016, Diplo đã xuất hiện trên trang bìa của tạp chí truyền thông giải trí Billboard của Mỹ

## Danh sách album
Album phòng thu
- Florida (2004)
- Diplo (sắp ra mắt)

## Giải thưởng và đề cử

### Giải Grammy
| Năm  | Đề cử / Tác phẩm                                  | Giải thưởng                                   | Kết quả   |
| ---- | ------------------------------------------------- | --------------------------------------------- | --------- |
| 2009 | "Paper Planes"                                    | Thu âm của năm                                | Đề cử     |
| 2012 | "Look at Me Now"                                  | Bài hát nhạc rap xuất sắc nhất                | Đề cử     |
| 2013 | Diplo                                             | Nhà sản xuất của năm, không phải nhạc cổ điển | Đề cử     |
| 2016 | Diplo                                             | Nhà sản xuất của năm, không phải nhạc cổ điển | Đề cử     |
| 2016 | "Where Are Ü Now" (với Skrillex và Justin Bieber) | Thu âm nhạc dance xuất sắc nhất               | Đoạt giải |
| 2016 | Skrillex and Diplo Present Jack Ü (với Skrillex)  | Album nhạc điện tử/dance xuất sắc nhất        | Đoạt giải |
| 2017 | Lemonade (tư cách nhà sản xuất)                   | Album của năm                                 | Đề cử     |
| 2017 | Purpose (tư cách nhà sản xuất)                    | Album của năm                                 | Đề cử     |